# Federico Todeschini
Pour les articles homonymes, voir Todeschini.
Pas d'image ? Cliquez ici

a Compétitions nationales et continentales officielles uniquement.

b Matchs officiels uniquement.
Dernière mise à jour le 20 juillet 2012.
Federico Jordan Todeschini, né le 8 août 1975 à Rosario, est un joueur argentin de rugby à XV polyvalent, évoluant au poste de demi d'ouverture ou d'arrière.

## Biographie
Federico Todeschini honore sa première cape internationale le 8 août 1998 à Rosario par une victoire 68-22 contre la Roumanie. Il joue pour l'Atlético del Rosario jusqu'au 1998, le Rugby Parme (1998-1999) puis rejoint le FC Grenoble et ses compatriotes Diego Albanese, Sebastián Rondinelli, Ezequiel Jurado et Federico Werner, pour la saison 2000-2001.
Puis il joue après successivement avec le Stade rochelais (2001-2002), le CA Bègles-Bordeaux (2002-2003), l'AS Béziers (2003-2006), Montpellier (2006-2010), avant de retourner en 2010 dans son club d'origine, l'Atlético del Rosario, pour terminer sa carrière.

## Palmarès
- Coupe de la Ligue
  - Vainqueur (1) : 2002 avec l'Atlantique stade rochelais
- Championnat d'Amérique du Sud
  - Vainqueur (1) : 2006 avec l'Argentine

## Statistiques en équipe nationale
- 21 sélections
- 256 points (4 essai, 37 transformations, 54 pénalités)
- Coupe du monde de rugby disputée : 1 (2007)